# Université du Sind
 (mai 2022).
Si vous disposez d'ouvrages ou d'articles de référence ou si vous connaissez des sites web de qualité traitant du thème abordé ici, merci de compléter l'article en donnant les références utiles à sa vérifiabilité et en les liant à la section « Notes et références ».
L'université du Sind (en anglais : University of Sindh, en sindhi :  سنڌ يونيورسٽي) est un établissement d'enseignement supérieur situé à Jamshoro, au Pakistan dans la province du Sind. L'une des plus anciennes et importantes universités du pays, elle détient également des campus à Hyderabad, Larkana, Sukkur et Mirpur Khas notamment. Sa devise est Seek knowledge from cradle to grave, soit littéralement « Chercher le savoir du berceau à la tombe ».

## Historique
L'une des plus anciennes universités du pays, elle a été fondée en 1947, peu après l'indépendance, sous le gouvernement du Premier ministre Liaquat Ali Khan. D'abord située dans la capitale provinciale Karachi, elle est déplacée à Hyderabad en 1951. Quelques années plus tard, elle déménage dans le nouveau campus de Jamshoro, ville située à moins de vingt kilomètres d'Hyderabad.

## Étudiants célèbres
- Krishna Kohli (1979-), femme politique pakistanaise.

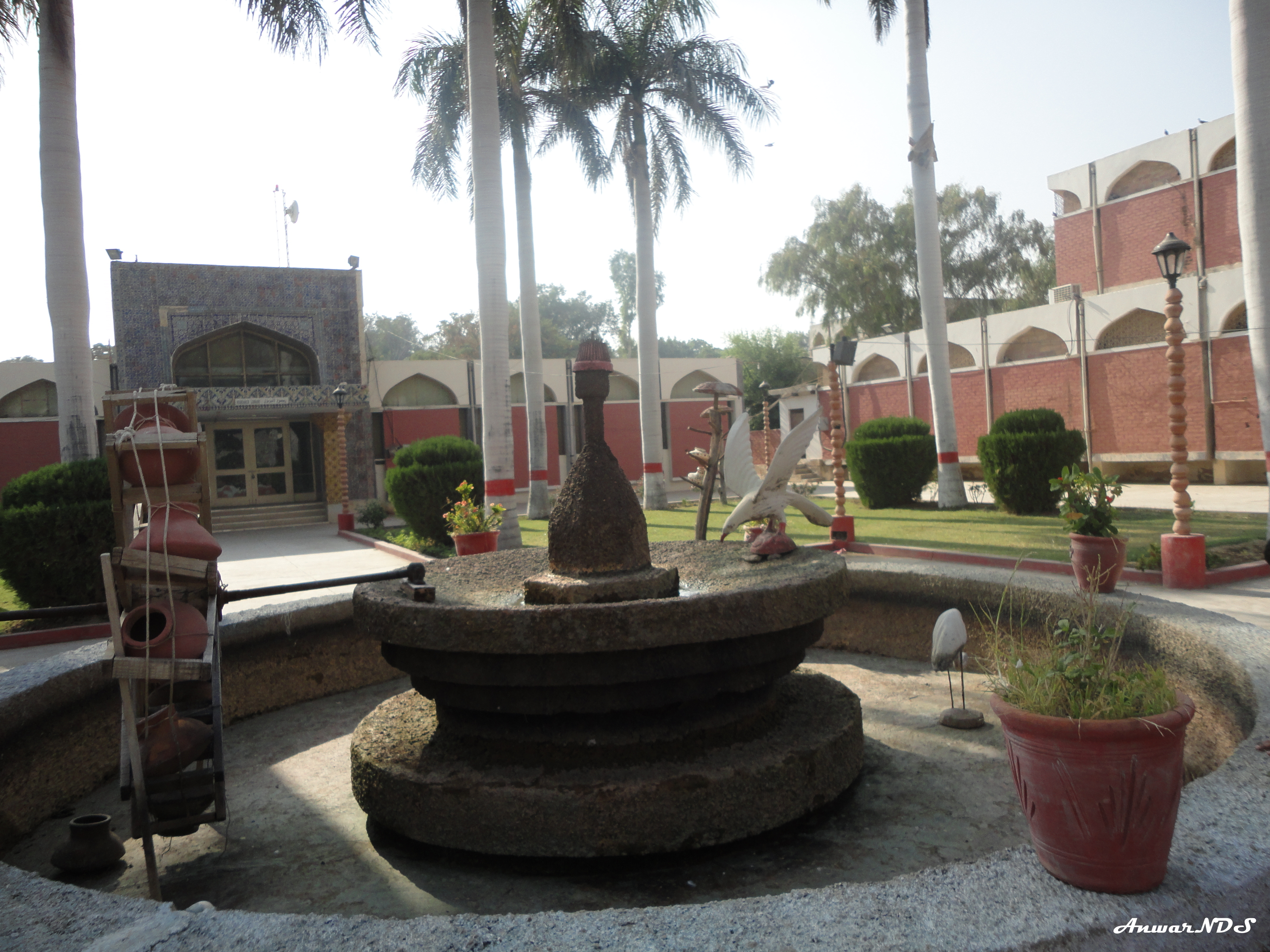
Institut de sindologie de l'Université.